# Rabi
|  | Per a altres significats, vegeu «Rabï». |

|  | Per a altres significats, vegeu «Rabi (illa)». |

Rabi, en llatí Rabirius, fou un poeta romà, contemporani de Vel·lei Patercle, que, després d'enumerar els personatges distingits que van viure als últims temps de la República, quan parla dels autors més propers a la seva època utilitza les paraules: "interque (sc. ingenia) proximi nostri aevi eminent princeps carminium Virgilins, Rabiriusque". Ovidi també fa un homenatge a aquest poeta, al que qualifica de "magnique Rabirius oris".
Quintilià l'esmenta també però més fredament "Rabirius ac Pedo non indigni cognitione, si vacet" (Rabiri i Pedó no serien indignes de conèixer, si tenim temps). Sèneca indica que les seves obres tenien un contingut èpic, connectades amb les guerres civils. Es va trobar únicament un fragment d'un poema seu entre els rotlles carbonitzats descoberts a Herculà.